# 기관차
기관차(機關車)는 동력을 발생하여 객차와 화차 등을 견인할 수 있도록 제작된 철도 차량이다.
기관차는 대개 화물이나 승객을 태우지 않고, 순수하게 열차에 동력만을 공급하는 철도 차량을 의미한다. 따라서 이러한 적하, 승객을 취급하는 차량은 특히 동차로 부르며 구분한다. 또한 기관차는 그 동력원을 축력이나 인력에 의존하지 않아야 하며, 이런 방식의 철도 차량은 마차 철도 등으로 별도로 구분한다. 기관차는 세부적으로 동력 방식과 용도, 크기에 따라 나누게 된다.

## 기원

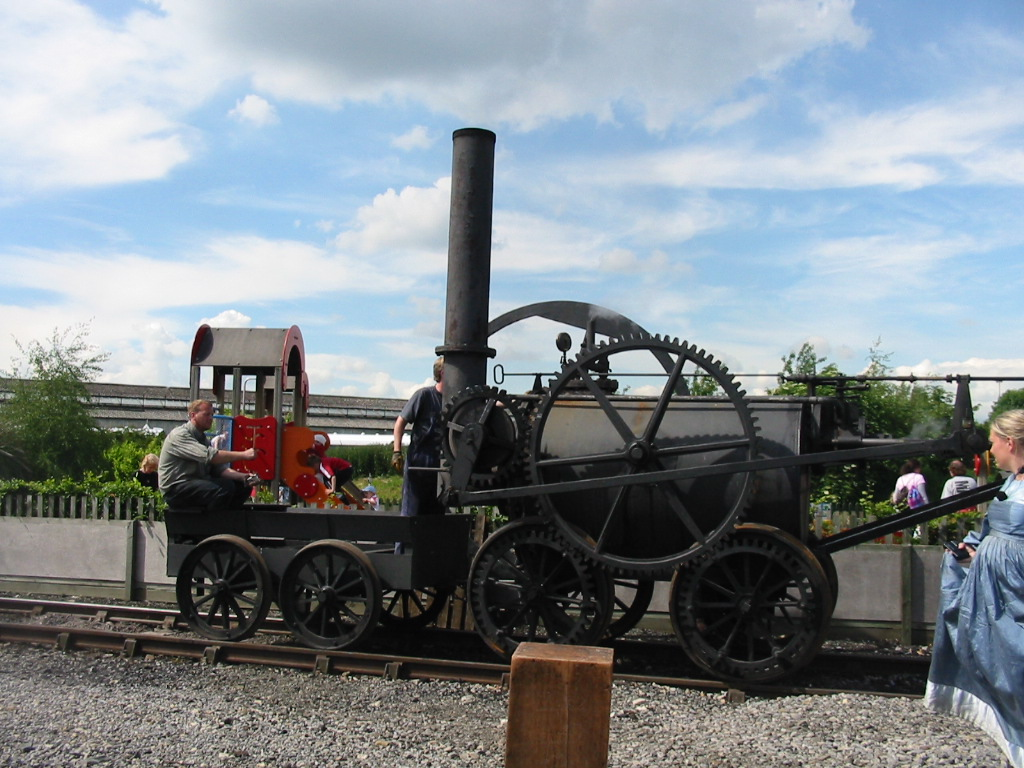
리처드 트레비식의 증기기관차 페니다렌호 복원차량

최초의 기관차는 영국 콘월주의 발명가 리처드 트레비식이 발명하였다. 1804년에 그가 개발한 기관차인 페니다렌호가 페니다렌의 광업용 궤도에서 처음으로 주행하였다. 그는 이 차량을 바탕으로, 1808년에 런던에서 원형 서킷을 설치하고 기관차 캐치-미-후-캔(Catch-Me-Who-Can) 호를 시연해 보였다. 그러나 이때 차량의 중량을 이기지 못한 주철 궤조가 파괴되어, 기관차가 탈선해 전시를 포기해야만 했다.
최초로 상업적인 기관차로 꼽히는 것으로 매슈 머레이(Matthew Murray)가 1812년에 미들턴 철도(Middleton Railway)를 위해 개발한 살라망카(The Salamanca)호가 있다. 이 차량은 당시 널리 사용되던 주철제 궤조를 파손하지 않는 수준으로 경량이었으나, 그로 인해서 차륜의 점착에 의존하여 주행하지 못하고 전용의 톱니바퀴와 궤조를 필요로 하는 방식이었다.
1813년에는 크리스토퍼 블랙킷(Christopher Blackett)과 윌리엄 헤들리(William Hedley)가 와일럼 탄광 철도(Wylam Colliery Railway) 용도로 개발한 퍼핑 빌리(Puffing Billy)호가 등장하는데, 이것이 점착식 구동을 달성한 최초의 차량으로 꼽힌다. 이 차량은 여러 차륜에 하중을 분산함으로써 이를 달성할 수 있었으며, 현재 영국에 보존 중이다.
1814년에 영국의 조지 스티븐슨은 트레비식과 헤들리의 기관차에 영향을 받아 킬링워스 탄광(Killingworth Colliery)의 경영자를 설득하여 증기식 철도를 설치하도록 설득하여, 블뤼허(Blücher) 호를 만들게 된다. 이 차량은 현재의 여러 증기 기관차의 원형을 갖춘 첫 차량으로 꼽히는데, 그 주요 특징으로, 첫째, 지금의 철도차량과 같이 플렌지가 붙은 차륜을 사용하며, 둘째, 그 구동을 마찰 등 점착에 의존하는 방식이고, 셋째, 실린더와 차륜을 직접 연결하는 방식을 처음으로 채택하였다.
이후 스티븐슨의 설계는 여러 기관차 설계자들에게 큰 파급 효과를 끼쳤으며, 이후 그는 1825년에 개업한 최초의 공공철도인 스탁턴 앤드 달링턴 철도(Stockton and Darlington Railway)의 로코모션(Locomotion)호, 그리고 한때 최초의 기관차로 잘못 알려졌던 1829년 제작 로켓(Rocket)호를 만들었다. 원래 최초의 기관차는 스티븐슨의 로켓호가 아닌 트레비식의 페니다렌호지만, 스티븐슨의 로켓호는 이후에 만들어진 대다수 기관차의 원형적 요소를 완성한 차량으로 널리 인정되고 있다. 이후, 여러 국가에서 다양한 방식의 기관차가 개발되어 지금에 이르고 있다.

## 분류

### 동력 방식에 의한 분류
기관차를 동력방식에 의해 구분하는 경우 크게 증기 기관차, 디젤 기관차, 전기 기관차 등으로 나눈다.

#### 증기 기관차

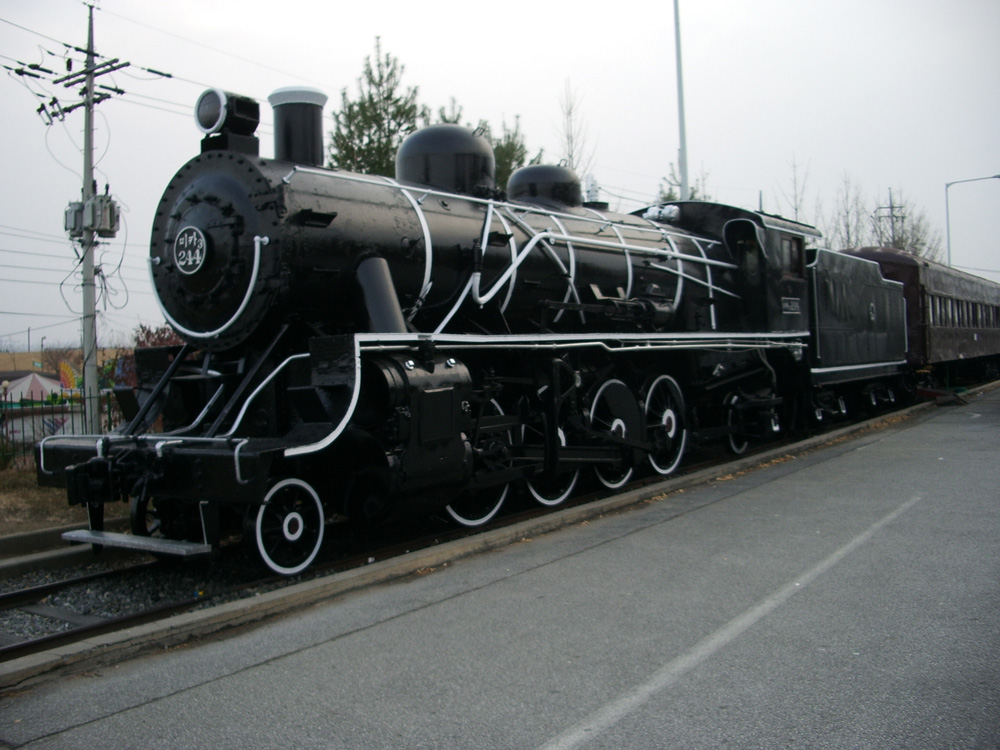
미카형 증기 기관차

증기 기관차는 연료를 연소시키거나 또는 다른 열원을 바탕으로 증기를 사용하여 그 분압을 이용, 동력을 얻는 기관차를 의미한다. 따라서 그 사용하는 연료의 종류를 특별히 한정할 수 없는데, 등장 초기에는 숯이나 석탄을 사용하였으나, 후기에 이르러서는 유류를 사용하는 예도 나타나며, 심지어 원자력을 사용하는 증기 기관차도 한 때 구상된 적이 있다. 증기기관차는 구동 방식, 연료/물 적재 방식, 차륜 배치, 차량 구조상의 특징, 열원 등에 따라 상당히 다양한 분류가 존재하나, 엄밀한 분류체계가 자리잡은 것은 아니다. 그 구분에 대해서는 증기 기관차의 분류 항을 참조하라.
증기기관차는 19세기부터 제2차 세계 대전 이전까지 철도 동력원의 주류를 이루는 방식이었다. 그러나 효율이 낮고 정비할 요소가 많다는 등의 이유로 도태되어 현재는 현업에서 거의 쓰이지 않고 있다.
대한민국에서는 1899년 경인선 개통과 함께 도입된 모가형 증기 기관차가 도입된 이래 20세기 전반에 걸쳐 사용되어 왔으나, 단점이 부각됨에 따라 1967년에 정기열차에서 폐지되었으며, 1983년에 유사시를 대비한 보존 차량의 폐지로 증기기관차는 현업에서 완전히 사라지게 되었다. 이후, 관광용 열차 견인 용도로 1994년에 대한민국 철도청 900호대 증기 기관차 1량이 도입되어 서울교외선에서 운행하다가 2000년 5월 15일을 마지막으로 운행이 중지되었다.

#### 디젤 기관차

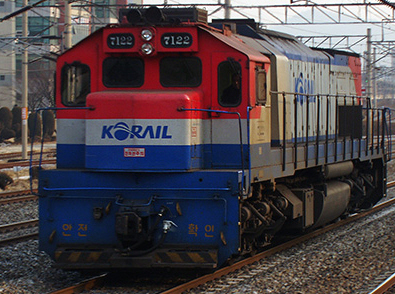
한국철도공사 7100호대 디젤 기관차

내연 기관차는 내연 기관을 사용하여 그 동력을 얻는 기관차의 통칭이다. 가솔린 기관을 사용하는 경우 가솔린 기관차, 디젤 기관을 사용하는 경우 디젤 기관차, 가스 터빈을 사용하는 경우 가스터빈 기관차로 구분한다. 내연 기관차에 대한 상세한 정보는 디젤 기관차 항목을 참조하라.
내연 기관의 발명 이후 이를 철도에 적용하려는 노력은 19세기 말부터 이루어져 왔는데, 토크나 회전수 등 그 동력전달 방식의 난해함으로 인해서 초기에는 본선 용도의 기관차보다는 동차나 소형 입환용 기관차에 적용되어 왔다. 그 후, 1920년대 전후하여 미국에서는 디젤-전기식 동력전달장치가 실용화되고, 1950년대에 이르러 액압식 동력전달장치가 유럽에서 실용화됨으로써, 내연기관은 철도 동력방식의 주류로 자리 매김할 수 있게 되었다. 초기의 내연 기관차는 주로 가솔린 기관에 의존하였으나 화재의 위험이 큰 관계로 점차 디젤 기관으로 바뀌어갔으며, 현재 내연 기관차의 절대 다수가 디젤 기관을 채용하고 있다. 이후 경량 고출력의 가스 터빈식이 잠시 각광받았으나 연비와 운전, 정비성의 문제로 주류가 되지 못하였다. 현재에는 고속 고빈도 운전의 어려움과 유가 문제 등으로 점차 전기 기관차에 잠식되고 있으나, 시설상의 한계와 투자 비용 등으로 인하여 여전히 중요한 동력 방식으로 세계 도처에서 활용되고 있다.
대한민국의 경우 1955년 3월에 UN군이 반입하여 사용하던 2000호대 디젤 기관차를 인계받아 사용한 것이 최초이며, 현재 보유한 기관차 총량 중 가장 큰 비중을 차지하고 있다. 한국에서는 역사적으로 디젤 기관차만 존재하였고, 현재도 내연 기관차 중 디젤 기관차만 보유하고 있어 대개 내연 기관차라는 분류를 적용하지 않는 편이다.
내연 기관차는 채용하는 기관이나 구동 방식에 따라 다음과 같이 분류한다.
- 가솔린 기관차
- 디젤 기관차
  - 기계식 디젤 기관차
  - 전기식 디젤 기관차
  - 액압식 또는 유체식 디젤 기관차
- 가스터빈 기관차

#### 전기 기관차

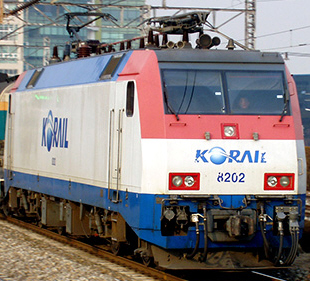
한국철도공사 8200호대 전기 기관차

전기 기관차는 보통 외부로부터 급전을 받아 운행하는 기관차를 의미하며, 널리 말할 경우 디젤 전기식 기관차와 같이 전기식 구동을 채택하는 증기 및 디젤 기관차를 포함하여 전기를 구동원으로 사용하는 것을 통칭한다.
전기 기관차는 독일에서 처음으로 개발되었다. 이후 대개 도시지역의 노면전차 등 궤도를 대체하는 용도로 사용되어 오다가, 대출력의 전동기를 제작할 수 있게 되고, 또 이를 제어할 수 있게 되면서 일반적인 철도에도 적용되게 되었다. 다만, 기술적으로 미성숙한 시기에는 유지관리나 시설 확충의 어려움이 존재하여, 대개 급구배 및 장대터널 구간 용도로 한정되었다. 그러나 전력이나 제어 등 전기 기술이 발전하게 되면서 그 적용 범위는 점차 확대되었으며, 제2차 세계 대전 이후에는 내연 기관차와 함께 철도 동력 방식의 주류를 이루게 되었다. 특히 1970년대의 오일쇼크에 따른 연료비 문제가 심각해짐에 따라, 또한 이후의 환경 문제, 선로 과밀 문제에 부응할 필요가 늘어남에 따라 전기 기관차의 입지는 점차 확대되고 있다.
대한민국에서는 일제강점기인 1944년에 경원선에 투입된 3000V용 데로형 전기 기관차가 최초이나, 이 구간은 현재 북한 지역에 속하며 차량 역시 북한이 인수하였다. 이후 전기 기관차는 사용되지 않다가 1968년에 산업선 전철화가 착공되면서 프랑스로부터 상용교류를 사용하는 8000호대 전기 기관차가 도입되며 본격적으로 운용되었다. 현재 8200호대 전기 기관차와 8500호대 전기 기관차를 필두로 그 채용이 늘고 있다.
전기 기관차는 사용하는 전력의 종류, 급전 방식, 전동기 제어 방식 등에 따라서 세부적으로 분류한다.
- 전력의 종류에 따른 구분
  - 직류형 전기 기관차
  - 교류형 전기 기관차
    - 저주파수 교류형
    - 상용 교류형
    - 3상 교류형

- 급전 방식에 따른 구분
  - 가공가선식
  - 전력궤조식
    - 제3궤조 방식
    - 제4궤조 방식

- 전동기 제어 방식에 따른 구분 : 상호 배타적 구분이 아님
  - 탭제어식
  - 계자제어식
  - 저항제어식
  - 직병렬제어식
  - 초퍼 제어식
  - 가변전압 가변주파수 제어식
    - 전압형
    - 전류형

#### 기타 동력 기관차
기타 동력 방식으로는 하이브리드식, 전지식, 공압식이 존재한다.

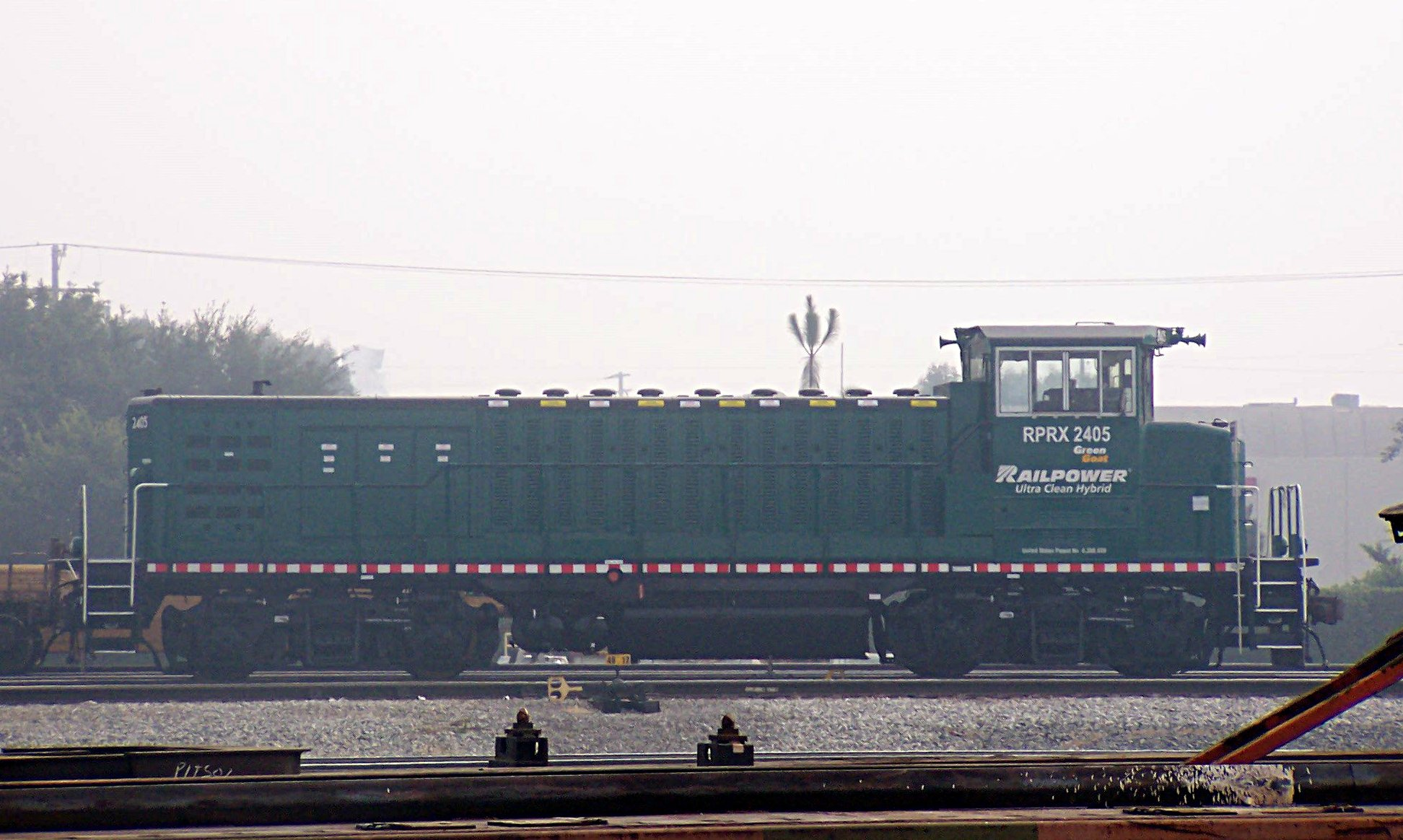
RailPower사의 하이브리드식 기관차 Green Goat

하이브리드식 기관차는 보통 전기식 내연 기관차에 충전이 가능한 전지를 탑재하여, 그 동력원으로 내연기관과 전지 어느 한쪽이나 양쪽 모두를 사용할 수 있는 기관차를 의미한다. 최근의 환경적 문제나 연료비 절감을 위해 도입된 방식으로, 미국 등지에서 개발되어 일부 활용되고 있다.
전지식 기관차는 차체에 전지를 탑재하여 이를 동력원으로 사용하는 기관차이다. 대개 이들 전지는 충전이 가능한 축전지이나, 일각에서는 연료 전지를 적용하는 방법을 연구하고 있기도 하다. 전지식 기관차는 그 가동시간이 부족하거나 출력에 비해 무게가 무거운 경우가 많으나, 대신 대규모의 급전 시설이 불필요하고 공기를 소모하지 않으며, 이선 현상에 따른 스파크 발생이 없어서, 폭발의 위험이 있거나, 공기의 오염 우려가 심각한 곳에서 종종 사용된다. 대표적으로 분진을 취급하는 공장 구내의 화물 견인 기관차, 광산 등지에서 사용되는 광차, 입환용 기관차에 사용된다.
공압식 기관차는 차체에 고압의 압축 공기를 탑재하고, 그 압력으로 구동하는 기관차이다. 이 방식의 기관차는 전기에 의존하지 않는다는 강점이 있으나, 동력 성능이 떨어지고 압축 공기의 관리에 따른 어려움이 있으며 구동시간이 짧아 현재는 거의 도태된 상태이다. 과거 주로 탄광 등의 광차로, 짧은 거리에 사용하였다.

### 용도에 따른 분류
기관차를 용도에 의해 구분하는 경우 크게 여객용, 화물용, 입환용, 특수목적용으로 나눈다. 이러한 구분은 차량의 크기, 중량, 견인특성, 견인력, 출력, 최고속도, 동륜직경 또는 종감속비, 서비스 장비 등 기타 특성 등 여러 요인을 복합적으로 고려하여 이루어진다.

#### 여객용 기관차
여객용 기관차는 대개 최고속도를 중시하는 차량으로 그 경쾌함을 중시하며, 객차의 조명 및 냉난방을 위한 발전기나 증기 발생기 등 부가 장치류를 장착하는 예가 많다.

#### 화물용 기관차
화물용 기관차는 여객용 기관차와는 반대로 견인력을 중시하며, 적정한 중량을 가지도록 설계한다. 또한 여객 취급에서나 요구되는 부가 장치를 생략하는 예가 많다.

#### 입환용 기관차
입환용 차량의 경우 고속 주행 성능이 불필요한데 비해서, 제동력이 좋아야 하고 잦은 가감속에 적합하도록 설계되어야 한다. 즉 이러한 특성은 여객용이나 화물용 기관차와는 구분되는 것이다. 또, 이러한 성능을 모두 충족하도록 그 성능을 조율한 이른바 범용 기관차 또는 혼합 교통용 기관차도 존재한다.

#### 특수목적용 기관차
운전이나 선구의 특성에 따라서 기관차를 구분하는 예도 존재한다. 우선 차량 한계·축중·궤간의 제한이 존재하는 구간이나, 급구배·급곡선 구간, 또는 랙레일과 같은 특수한 인프라가 설치된 구간에 맞는 전용 기관차를 적용하기도 한다. 대표적으로 아프트식 철도 용의 기관차나, 협궤 기관차, 방폭형 기관차 같은 것을 들 수 있다.
한편, 연결하는 차량의 제어방식이나 연결기 방식, 서비스 공급 등에 따라서 전용의 기관차가 필요한 예가 있을 수 있다. 대표적인 예로, 운전대 부착 객차를 견인하거나, 기관차의 중련 운전을 위해서 총괄제어나 원격제어 기능을 부착한 경우, 이를 형식상으로 따로 구분하는 것을 들 수 있다. 또, 과거의 증기식 난방장치같은 경우, 그 연결가능한 기관차가 제한되거나 하는 예가 있다.

### 크기에 따른 분류
크기에 따른 분류는 기관차의 출력, 최대 견인량 수, 중량 등을 고려한 분류 체계이다.
대한민국 현업에서는 관리상의 이유로 특히 디젤 기관차 등을 분류할 때에 아래와 같이 이러한 크기에 따른 분류를 적용한 바 있으며, 현재는 중형과 특대형으로 양분되어 있어 이러한 분류에 큰 의미는 없다.
- 소형 기관차 : 2000호대, 2100호대, 9100호대 디젤 기관차
- 중형 기관차 : 3000호대, 3100호대, 3200호대, 4000호대, 4100호대 4200호대, 4300호대, 4400호대 디젤 기관차
- 대형 기관차 : 5000호대, 6000호대, 6100호대, 6200호대, 6300호대 디젤 기관차
- 특대형 기관차 : 7000호대, 7100호대, 7200호대, 7300호대, 7400호대, 7500호대, 7600호대 디젤 기관차
- 전기 기관차 : 8000호대, 8100호대, 8200호대, 8500호대 전기 기관차

## 같이 보기
- 제어차
- 전기 동력분산식 열차

## 참고
1. ↑  주로 협궤 및 광산 등 전용 철도에서 사용되었다. 다음 링크는 일본국유철도에서 사용하였던 축전지식 기관차의 사례. 国鉄AB10形電気機関車
2. ↑  영문 위키백과의 무화기관차 항목 참조 Fireless_locomotive